# Gymnastik- och idrottshögskolan
Gymnastik- och idrottshögskolan (GIH) tidligere Idrottshögskolan (IH), er et statsligt svensk universitet i Stockholm. GIH er Sveriges eneste højere uddannelsesinstitution for idræt og Sveriges førende videnskabscenter for kombinationen af fysisk aktivitet, idræt og sundhed. Skolen blev grundlagt i 1813 af Pehr Henrik Ling, som Kungliga Gymnastiska Centralinstitutet (GCI).
GIH er ansvarlig for den grundlæggende universitetsuddannelse for idrætslærere i det svenske skolesystem, men uddanner også sundhedspædagoger og trænere.
I 1966 åbnede en anden idrætslæreruddannelse i Örebro, også med navnet: Gymnastik- och idrottshögskolan (GIH). Den er nu en del af "Hälsoakademin" (Sundhedsakademiet) på Örebro Universitet.